# Hans von Held
Hans Heinrich Ludwig von Held (ur. 15 listopada 1764 w Auras w gminie Oborniki Śląskie), zm. 30 maja 1842 w Berlinie) – funkcjonariusz celny i starszy poborca akcyzy w Prusach, publicysta i poeta. 

## Życiorys
Hans von Held, syn pruskiego oficera, uczęszczał do elitarnej szkoły dla chłopców Pädagogium w Sulechowie (niem. Züllichau), studiował od 1784 prawo i naukę o państwie na uniwersytecie we Frankfurcie (Oder), następnie w Halle (Saale), a studia ukończył na uniwersytecie Academia Julia w Helmstedt. Musiał zmieniać miejsce studiów, ponieważ z wielkim zapałem i uwielbieniem dla wzniosłych i szlachetnych idei angażował się w działalność tajnego, wówczas rozkwitającego związku Konstantistenorden. Po ukończeniu studiów w 1788 wstąpił do służby państwowej i został obsadzony jako sekretarz w Dyrekcji Akcyzy i Ceł w Głogowie, gdzie należał do tajnego związku Dobroczyńców (niem. Evergetenbund), w którym brali udział również Ignaz Aurelius Feßler i Joseph von Zerboni di Sposetti.
Po II rozbiorze Polski Prusy uzyskały nowe terytoria, a w 1793 Hans Held został przeniesiony do Poznania na wyższe stanowisko z tytułem radca celny. Jako urzędnik finansowy miał wgląd w jaki sposób majątki ziemskie przejęte przez władze Prus są przekazywane spekulantom, a również jak wyżsi urzędnicy państwowi uzyskiwali korzyści majątkowe związane z podejmowanymi decyzjami urzędowymi. Held przejęty ideami okres burzy i naporu Sturm und Drang, a jednocześnie jako sumienny pruski urzędnik państwowy podejmował z entuzjazmem działania nie bacząc, czy jest do nich uprawniony i nie oglądając się na skutki swych publikacji, jak również krytycznych utworów poetycznych, z powodu których został karnie przeniesiony do Brandenburga, co znacznie pogorszyło jego sytuację finansową. 
W 1800 Held postanowił wydać wszelkie materiały obciążające znienawidzonych przez niego dygnitarzy w formie anonimowej książki z datą 1801 pod tytułem Prawdziwi jakobini w państwie pruskim ... (niem. Die wahren Jacobiner im preußischen Staate oder actenmäßige Darstellung der bösen Ränke und betrügerischen Dienstführung zweyer preußischer Staatsminister), w której zarzucał ministrom pruskim oszustwa w czynnościach urzędowych. 256-stronicowa książka, znana jako Czarna księga (niem. Das schwarze Buch), wywołała skandal. Skutki dla Helda były opłakane, szybko wyśledzono, że to on był autorem osławionej książki, został uwięziony, osądzony i skazany na wydalenie ze służby państwowej oraz 18 miesięcy więzienia, z powodu obrażenia dwóch ministrów pruskich.
Po wyjściu z więzienia Held utrzymywał się przez wiele lat z pomocy przyjaciół i krewnych, oraz jako okazjonalny poeta. Ostatecznie w 1812 otrzymał stanowisko urzędnika państwowego jako poborca akcyzy solnej w Berlinie, którą to funkcję pełnił przez 30 lat, aż do śmierci. Gdy miał 78 lat okazało się, że z powierzonej mu kasy państwowej jego podwładny skradł 3 tys. talarów, a ponieważ nie był w stanie pokryć tak poważnej kwoty, popełnił samobójstwo – zastrzelił się.